# Soyouz TMA-1
TMA-1, nom de code Yenisey, est la 20e mission attribuée à la Station spatiale internationale, sous le nom d'opération ISS-5S.

C'est le cinquième vol habité d'un Soyouz à s'arrimer à l'ISS.

## Objectifs

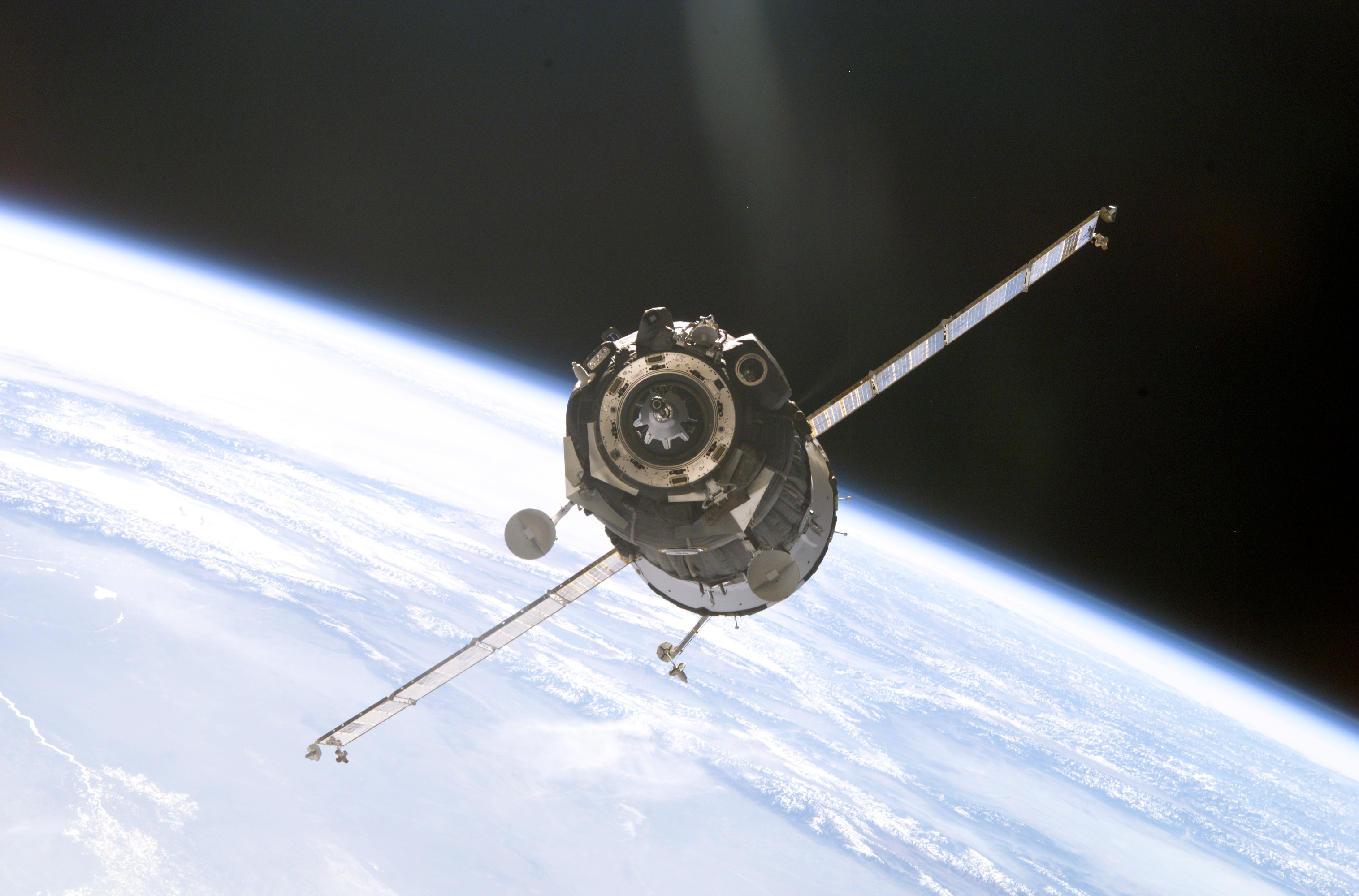
Le Soyouz TMA-1 en approche finale pour s'arrimer au module Pirs

L'objectif principal était de remplacer le Soyouz précédent (TM-34), qui sert de chaloupe de sauvetage à l'équipage en cas d'urgence. Il s’agit du quatrième « vol taxi » d'échange du Soyouz depuis que l'ISS est habitée.
Cette mission devait aussi acheminer un troisième touriste vers la Station spatiale internationale.

En effet, le chanteur du group rock NSync, Lance Bass, devait occuper le troisième siège du Soyouz, mais n'a pu fournir la vingtaine de millions de dollars exigés par les Russes pour l'expédier dans l'espace.
Quelques semaines avant le lancement, les responsables de la mission l'ont alors remplacé par Iouri Lontchakov, qui joue à la fois le rôle de réserviste et de membre à part entière de l'équipage.
Cette mission est aussi la première qui utilise une version améliorée du modèle Soyouz-TM : le Soyouz TMA. Ces modifications sont faites pour répondre aux exigences de la NASA. Ils peuvent s'adapter à un plus vaste éventail de passagers en termes de poids et de taille, les systèmes de parachute sont améliorés, et les indicateurs de fonctionnement de l’équipement de bord ont été modernisés.

## Équipage

### Décollage
- Commandant : Sergei Zalyotin (2) - FKA -  Russie
- Ingénieur de vol 1 : Frank De Winne (1) - ESA -  Belgique
- Ingénieur de vol 2 : Iouri Lontchakov (2) - FKA -  Russie

### Réserve
- Commandant : Iouri Lontchakov (2) - FKA -  Russie
- Ingénieur de vol : Aleksandr Lazutkin (1) - FKA -  Russie

### Atterrissage
- Nikolai Budarin (1) - FKA -  Russie
- Kenneth Bowersox (5) - NASA -  États-Unis
- Donald Pettit (1) - NASA -  États-Unis

Le chiffre entre parenthèses indique le nombre de vols spatiaux effectués par l'astronaute, TMA-1 inclus.

## Points importants
À compléter selon le compte-rendu de la mission : défaillance du système de guidage